# 심건택
심건택(沈健澤, 1848년 ~ 1908년)은 대한제국의 관료이다. 자는 경락(景樂), 본관은 청송(靑松)이다.

## 가계
{친계}
- 13대조 : 심연원 - 영의정 · 청천부원군
- 12대조 : 심강 - 명종의 국구 청릉부원군 · 영돈녕부사 · 증 영의정
- 11대조 : 심의겸 - 서인의 초대 영수, 병조판서, 청양군
- 10대조 : 심엄 - 옥과현감 · 증 영의정 · 청송부원군
- 9대조 : 심정세 - 선조의 두 번째 국구 연흥부원군 · 영돈녕부사 · 증 영의정 김제남의 사위 - 광해군 때, 군자감 판관 재직시 계축옥사에 연루되어, 장인 김제남과 함께 화를 당함. 인조반정 후에 신원되어, 좌승지에 증직되고, 이어서 이조참판에 증직됨
- 8대조 : 심진 - 군수 · 동지중추부사
- 7대조 : 심약사
- 6대조 : 심윤 - 선공감 감역
- 5대조 : 심방현 - 증 사복시정
- 고조부 : 심환 - 증 좌승지
- 증조부 : 심술지 - 증 호조참판
  - 종조부 : 심능철 - 돈녕부 도정 · 증 이조판서
    - 당숙 : 심의원 - 공조판서
    - 당숙 : 심의면(형조판서) - 증 이조판서 심능달(이조판서 심택현의 증손자, 증 이조판서 심구의 손자, 예조판서 심풍지의 아들)에게 양자로 감
    - 당숙 : 심정의(승지 · 증 규장각 제학) - 영의정 심상규(沈象奎)의 동생인 심응규(沈應奎, 서흥부사 · 증 규장각 직제학)에게 양자로 감

  - 조부 : 심능현 - 무과 급제 · 오위도총부 경력 · 증 규장각 직각
    - 아버지 : 심의식 - 증 규장각 직제학
      - 친형 : 심위택 - 헌릉참봉
        - 친조카 : 심상각(비서승) - 심건택의 아들

      - 본인 : 심건택 - 심정의에게 양자로 감
        - 장남 : 심상기
        - 차남 : 심상익 - 전라남도 관찰사 · 내부협판
        - 삼남 : 심상유(안산군수) - 이조판서 · 판돈녕부사 · 내무독판 심이택(대한제국 공작 청녕공 영의정 · 의정대신 심순택의 동생)에게 양자로 감
        - 사남 : 심상각(비서승) - 숙부 심위택에게 양자로 감
        - 오남 : 심상연 - 대한제국 육군참령(대한민국의 육군소령)
        - 장녀 : 대구 서씨 군수 서상연에게 출가
        - 차녀 : 전주 이씨 일제 후작 청풍군 이해승(항일계몽소설가 심훈의 처남)에게 출가

{양계}
- 13대조 : 심달원 - 기묘명현 · 승문원 판교 · 증 이조판서
- 12대조 : 심자 - 선공감 첨정 · 증 좌찬성
- 11대조 : 심우정 - 여주목사 · 증 이조판서
- 10대조 : 심집 - 정사공신 좌의정 청원부원군(靑原府院君) 심기원의 당숙, 형조판서 · 예조판서
- 9대조 : 심동귀 - 홍문관 응교 · 증 대사헌
- 8대조 : 심유 - 홍문관 부제학 · 대사성
- 7대조 : 심한주 - 고양군수 · 증 이조참의
- 6대조 : 심봉휘 - 능주목사 · 증 이조참판
- 5대조 : 심성희 - 이조참판 · 증 이조판서
- 고조부 : 심공헌 - 증 좌찬성
- 증조부 : 심염조 - 규장각 직제학 · 황해도 관찰사 · 증 영의정
  - 조부 : 심응규(서흥부사 · 증 규장각 직제학) - 영의정 심상규의 동생
    - 아버지 : 심정의(승지 · 증 규장각 제학) - 형조판서 심의면의 동생
      - 본인 : 심건택 - 충청남도 관찰사 · 지돈녕사사
        - 장남 : 심상기
        - 차남 : 심상익 - 전라남도 관찰사 · 내부협판
        - 삼남 : 심상유(안산군수) - 이조판서 · 판돈녕부사 · 내무독판 심이택(대한제국 공작 청녕공 영의정 · 의정대신 심순택의 동생)에게 양자로 감
        - 사남 : 심상각(비서승) - 숙부 심위택에게 양자로 감
        - 오남 : 심상연 - 대한제국 육군참령(대한민국의 육군소령)
        - 장녀 : 대구 서씨 군수 서상연에게 출가
        - 차녀 : 전주 이씨 일제 후작 청풍군 이해승(항일계몽소설가 심훈의 처남)에게 출가

## 생애

### 대한제국 고종
1899년(고종 36년) 한산군수, 1900년 공주군수를 지냈다.
1904년 충주군수를 거쳐, 충청남도 관찰사(忠淸南道觀察使)에 제수되고 칙임관 3등에 올랐다.
1905년 비서원승(祕書院承)에 제수되고 칙임관 3등에 올랐다.
1907년 봉상사 제조(奉常司提調)에 제수되고 칙임관 3등에 올랐다.
1907년 중추원 찬의(中樞院贊議)에 제수되고 칙임관 2등에 올랐다.
1907년 지돈녕사사(知敦寧司事)에 제수되고 칙임관 2등에 올랐다.

## 같이 보기
| - 심연원 - 심강 - 심의겸 - 김제남 - 심상규 - 심의면 - 심순택 - 심이택 - 심상익 - 이해승 - 심훈 | - 심선택 - 심흥택 - 심호택 - 심상훈 - 심상학 - 심상찬 - 심상황 - 심상만 - 심종협 - 심형진 - 심환진 |

## 참조
- 《고종실록》
- 《청송심씨대동보》

1. ↑  고종실록 44권, 고종 41년 8월 4일 양력 1번째기사
2. ↑  고종실록 45권, 고종 42년 2월 1일 양력 3번째기사
3. ↑  고종실록 48권, 고종 44년 4월 22일 양력 3번째기사
4. ↑  고종실록 48권, 고종 44년 5월 1일 양력 2번째기사